# Pedro Catalano
Pedro Catalano (Gerli, 29 de diciembre de 1951) es un reconocido exarquero argentino, que desempeñó la mayor parte de su carrera en el Deportivo Español, institución con la cual logró el ascenso a Primera División. Allí jugó 333 partidos consecutivos, récord en la primera categoría del fútbol argentino.  

## Trayectoria
Se recibió de ´técnico mecánico, desarrollando ese oficio en una empresa metalúrgica llamada La Metal. A los 21 años cuando fue visto mientras atajaba en un torneo amateur por el entonces técnico de Villa Dálmine, quien lo convocó para dicho club. En 1975, debuta en Villa Dálmine en la Primera C y asciende a la Primera B, combinandolo con su trabajo en la metalúrgica.
En 1976, el Deportivo Español, que por entonces jugaba en la Primera C, lo contrata y comenzaría una relación que duró 18 años, siendo el jugador que más partidos jugó en la historia de ese clubː 581 partidos (371 en Primera división y el resto en el ascenso).
En 1979, participa del ascenso del Club Deportivo Español a la Primera B. En 1984, Español realiza una campaña que lo vería campeón, cinco fechas antes de culminar el campeonato, sacando el 81,09 % de los puntos en juego y logrando el ascenso a Primera División. El 6 de julio de 1985 debuta en la Primera División defendiendo el arco de Deportivo Español, algo que haría 371 veces. En esta divisional, tiene el récord de 333 partidos consecutivos jugados entre el 27 de julio de 1986 y 29 de noviembre de 1994, jugando para el Deportivo Español de Buenos Aires. El récord se extendió desde el 27 de julio de 1986, cuando volvió al arco tras una suspensión de 1 fecha -la única vez que fue expulsado en toda su carrera- hasta el 25 de noviembre de 1994, cuando jugó su último partido ante River Plate.
Tras desvincularse de Español, es contratado por Arsenal, club donde se retira el 17 de julio de 1996.

## Clubes
| Club              | País      | Año       |
| ----------------- | --------- | --------- |
| Villa Dálmine     | Argentina | 1975      |
| Deportivo Español | Argentina | 1976-1994 |
| Arsenal           | Argentina | 1995-1996 |

## Palmarés

### Campeonatos nacionales
| Título    | Equipo            | País      | Año  |
| --------- | ----------------- | --------- | ---- |
| Primera C | Villa Dálmine     | Argentina | 1975 |
| Primera C | Deportivo Español | Argentina | 1979 |
| Primera B | Deportivo Español | Argentina | 1984 |